# Ungilde
Ungilde (en senabrés Unxilde) es una localidad española perteneciente al municipio de Puebla de Sanabria de la provincia de Zamora, en la comunidad autónoma de Castilla y León.
En las antiguas escuelas se ha creado un centro micológico, denominado Centro de Interpretación de las Setas de Ungilde, al que se le ha dotado de diversas funciones, como el de escuela micológica.

## Ubicación
Es un pueblo de la provincia de Zamora, perteneciente a la comarca de Sanabria y situado en las estribaciones de la sierra de la Culebra. Por las tierras de esta localidad discurre la línea ferroviaria entre Madrid-Galicia.

## Naturaleza

### Flora
Entre su vegetación arborícola destacan los robles (carballo), castaños (castañal o castañeiro), nogales (nogal o ñogal), manzanos (manzanal o manzaneira) y la guindalera (guindal). Entre los arbustos destacan varias especies de retama blanca, amarilla, espinoa y pseudopilosa (llamadas escobas). También hay una gran variedad de plantas herbáceas: dedalera, orégano (ouriégano), ortiga y menta. También abundan setas y hongos, entre las que destaca el cucurril.

### Fauna
Su fauna es rica, pues aparte de ser uno de los últimos reductos del lobo ibérico, zorro, abundan los  jabalís, ciervos y corzos. En lo que respecta a las aves destacan la urraca, el halcón, el gavilán, el milano negro, el cernícalo, el búho y la cigüeña. No nos podemos olvidar de la abundancia de culebras o como las llaman en la zona "la bicha", término usado por los ungildanos

## Historia
Se trata de una pequeña localidad de la que apenas existen reseñas y documentos históricos, por lo que se ha de suponer que, al igual que en el resto de Sanabria, su territorio estuvo habitado por: celtas, galaicos, zoelas (astures), romanos, suevos y visigodos. En el s. VI todos los pueblos de Sanabria pasaron a depender del obispo de Lugo, hecho que se cita en el Concilio de la ciudad.
Durante la Edad Media Ungilde quedó integrado en el Reino de León, cuyos monarcas habrían acometido la repoblación de la localidad dentro del proceso repoblador llevado a cabo en Sanabria.
En 1714, el pueblo y la iglesia pasaron a pertenecer al Monasterio de San Martín de Castañeda, lo que implicaba el pago de la correspondiente dote anual a los monjes del monasterio.
En la Edad Moderna, Ungilde fue una de las localidades que se integraron en la provincia de las Tierras del conde de Benavente y dentro de esta en la receptoría de Sanabria, así como según el censo de Floridablanca a la intendencia de Valladolid. No obstante, al reestructurarse las provincias y crearse las actuales en 1833, la localidad pasó a formar parte de la provincia de Zamora, dentro de la Región Leonesa, y quedó integrado en 1834 en el partido judicial de Puebla de Sanabria.
Ya en el siglo XX, en 1967, el antiguo municipio de Ungilde se integró voluntariamente en el de Puebla de Sanabria, del cual forma parte actualmente.
En la década de los años 70 del siglo XX se instaló el primer teléfono público en la localidad, y a finales de la década de los 70 y principios de los 80 se puso alcantarillado y suministro de aguas. Ya en los 80 se asfaltaron las calles y se puso en funcionamiento el nuevo depósito de agua potable.

## Geografía humana

### Demografía
| Gráfica de evolución demográfica de Ungilde entre 1842 y 1960 |
| |
| Población de derecho según los censos de población del INE Población de hecho según los censos de población del INEEntre el censo de 1857 y el anterior, crece el término del municipio porque incorpora a 495111 (Robledo) Entre el censo de 1970 y el anterior, este municipio desaparece porque se integra en el municipio 49166 (Puebla de Sanabria) |

El número de habitantes ha ido descendiendo en el municipio de modo paulatino desde la mitad del siglo XX, llegando a los 85 censados en el año 2013 por el INE, aunque en los meses de verano llega a tripicar la población.
En la década de los 60, la población de Ungilde empieza a decaer notablemente, debido al éxodo rural que se produce hacia la ciudad, especialmente Madrid y  en menor medida Barcelona, Bilbao y Zamora, esto lleva a un envejecimiento paulatino de la población. No obstante, esta situación se ha invertido últimamente, ya que muchas personas que emigraron en aquellas décadas han vuelto a vivir en Ungilde tras su jubilación.

### Economía
La suerte del pueblo es muy similar a la de los otros pueblos sanabreses, que malvivían de la agricultura y la ganadería, aunque llegó a tener una cierta relevancia gracias a la extracción de pizarra para ser utilizada como cubierta de los tejados en la arquitectura tradicional sanabresa, tanto civil como religiosa.
Hoy en día es uno de los pueblos de la zona que más pinos tiene en su terreno, y son explotados por el ayuntamiento de Puebla de Sanabria. Su término incluye una parte de la sierra de la Culebra.
En la actualidad cuenta con alguna explotación de ganadería bovina.

## Patrimonio

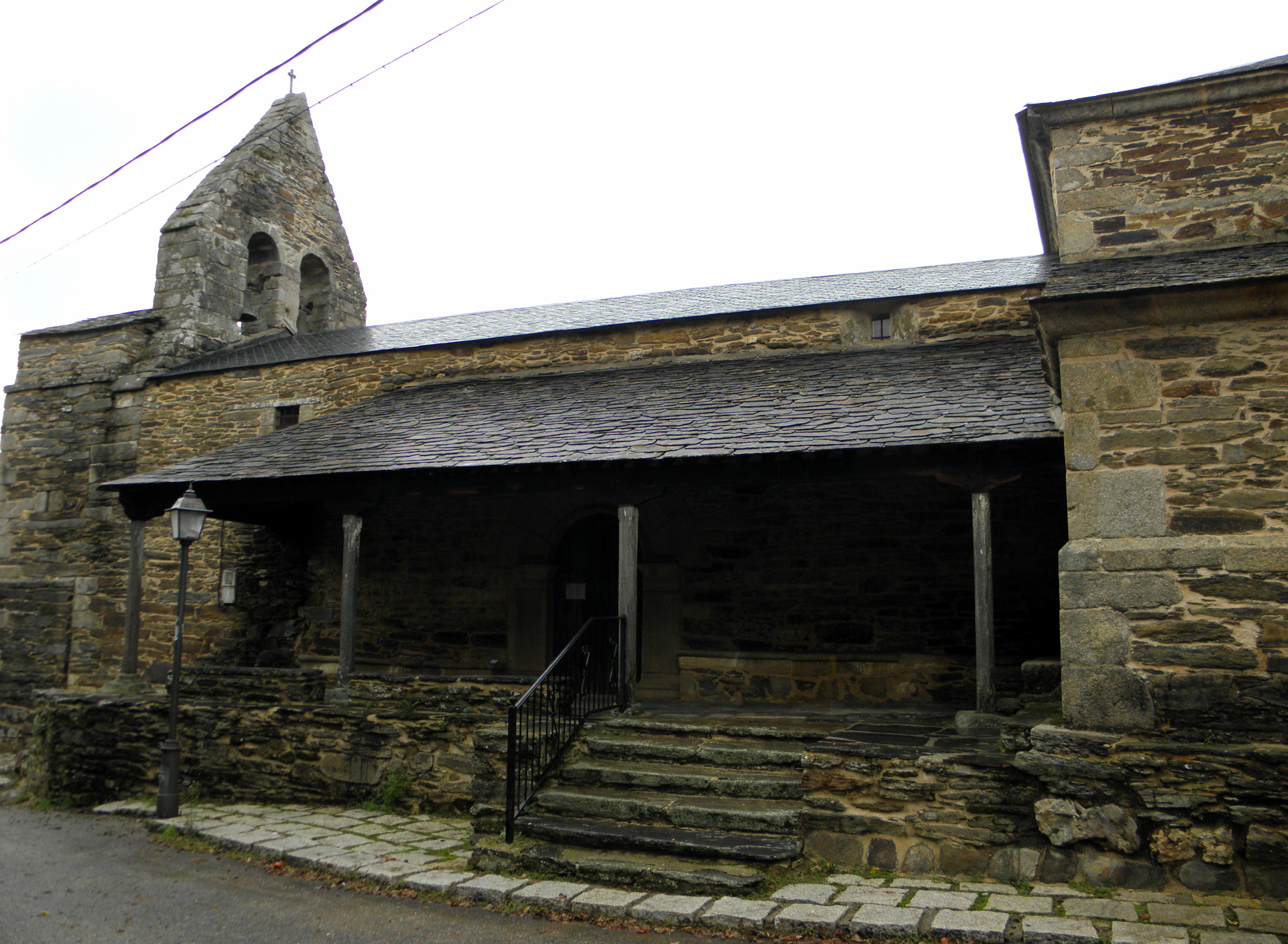
Iglesia de San Lorenzo.

El paso de los siglos, unido al aislamiento de esta comarca natural, ha originado la creación de un estilo arquitectónico singular claramente identificable y diferenciable del perteneciente a otros territorios de su entorno. Con el fin de profundizar en sus principales características, se distingue la existencia de dos subgrupos de arquitectura: la eclesiástica o religiosa, la civil o popular.
El pueblo de Ungilde se divide en barrios: Morales, Zapatos, Castaños, Urcedo y Robledo.

### Escuela Micológica de Ungilde
En las antiguas escuelas está el centro micológico, el centro de interpretación de las Setas de Ungilde, surgido dentro del marco de una iniciativa de cooperación en el marco de la Unión Europea (Interreg).
La Escuela Micológica de Ungilde (EMU) consta de dos plantas de unos 150 metros cuadrados cada una de ellas completamente nuevas, aunque el edificio continua manteniendo las características arquitectónicas típicas de la comarca. El centro micológico adopta entre otras funciones la de escuela micológica.
La primera planta alberga una sala multiusos destinada a conferencias, charlas, clases e incluso degustaciones gastronómicas. También se dota a las instalaciones de un laboratorio completamente equipado, donde realizar estudios y clasificación de los hongos y tendrá además funciones de investigación a disposición de expertos en el tema micológico.
La planta superior consta de una zona de musealización interactiva y una tienda verde donde se pondrán a la venta artículos relacionados con el mundo de las setas en la comarca. Además, se quiere establecer en esa misma planta un centro de visitantes.
Entre las actividades que se organizan en torno al Centro de las Setas hay rutas, mantener relaciones con universidades, entre otras.

## Fiestas
La fiesta local es celebrada el primer domingo de junio y el 10 de agosto, San Lorenzo.

## Personas destacadas
- Julio Prada (14/09/1923-31/12/2004), ilustre y popular gaitero y folclorista sanabrés. Nació y se crio en Ungilde, en el seno de una tradicional familia de agricultores y ganaderos. A los 10 años aprendió a tocar la gaita, pero una muy particular, hecha con una vejiga de un cerdo y un puntero. A los 14 años le compran una gaita que había hecho un carpintero de Santa Cruz de los Cuérragos y a pesar de seguir sonando igual que la primera y él continuar con el mismo arte es entonces comienza a tocar por los pueblos en todos los actos para los que le llamaban, como bodas, fiestas, danzas, alboradas, etc. La leyenda dice que cuando compraba una gaita ya la compraba estropeada no fuese a ser que llegase a sonar bien.